# Eclissi solare del 27 gennaio 2093
L'Eclissi solare del  27 gennaio 2093, di tipo totale, è un evento astronomico che avrà luogo il suddetto giorno con centralità attorno alle ore 03:22 UTC.
L'eclissi avrà un'ampiezza massima di 119 chilometri e una durata di 2 minuti e 58 secondi.  L'evento sarà visibile in Australia, Nuova Caledonia, Isole della Lealtà e Vanuatu.

## Eclissi correlate

### Eclissi solari 2091 - 2094
Questa eclissi è un membro di una serie semestrale. Un'eclissi in una serie semestrale di eclissi solari si ripete approssimativamente ogni 177 giorni e 4 ore (un semestre) in nodi alternati dell'orbita della Luna.